# Contarinia gemmae
Contarinia gemmae är en tvåvingeart som beskrevs av Madeira, Maia och Monteiro 2003. Contarinia gemmae ingår i släktet Contarinia och familjen gallmyggor. Inga underarter finns listade i Catalogue of Life.